# Ver-sur-Launette
Ver-sur-Launette település Franciaországban, Oise megyében. Lakosainak száma 1155 fő (2022. január 1.). Ver-sur-Launette Ermenonville, Othis, Ève, Fontaine-Chaalis és Mortefontaine községekkel határos.

## Népesség
A település népessége az elmúlt években az alábbi módon változott:
| Lakosok száma | 1186 | 1179 | 1207 | 1159 | 1147 | 1135 | 1141 | 1143 | 1155 |
|               | 2013 | 2015 | 2016 | 2017 | 2018 | 2019 | 2020 | 2021 | 2022 |